# Novi Gradac
Novi Gradac (Hongaars: Újgrác) is een plaats in de gemeente Gradina in de Kroatische provincie Virovitica-Podravina. De plaats telt 196 inwoners (2001).
Het dorp was van oorsprong een Hongaarstalige enclave. In 1910 was 94% van de bevolking Hongaar. Tijdens de laatste volkstelling in 2011 gaf nog 18% van de bevolking aan etnisch Hongaar te zijn.